# 長瀞駅

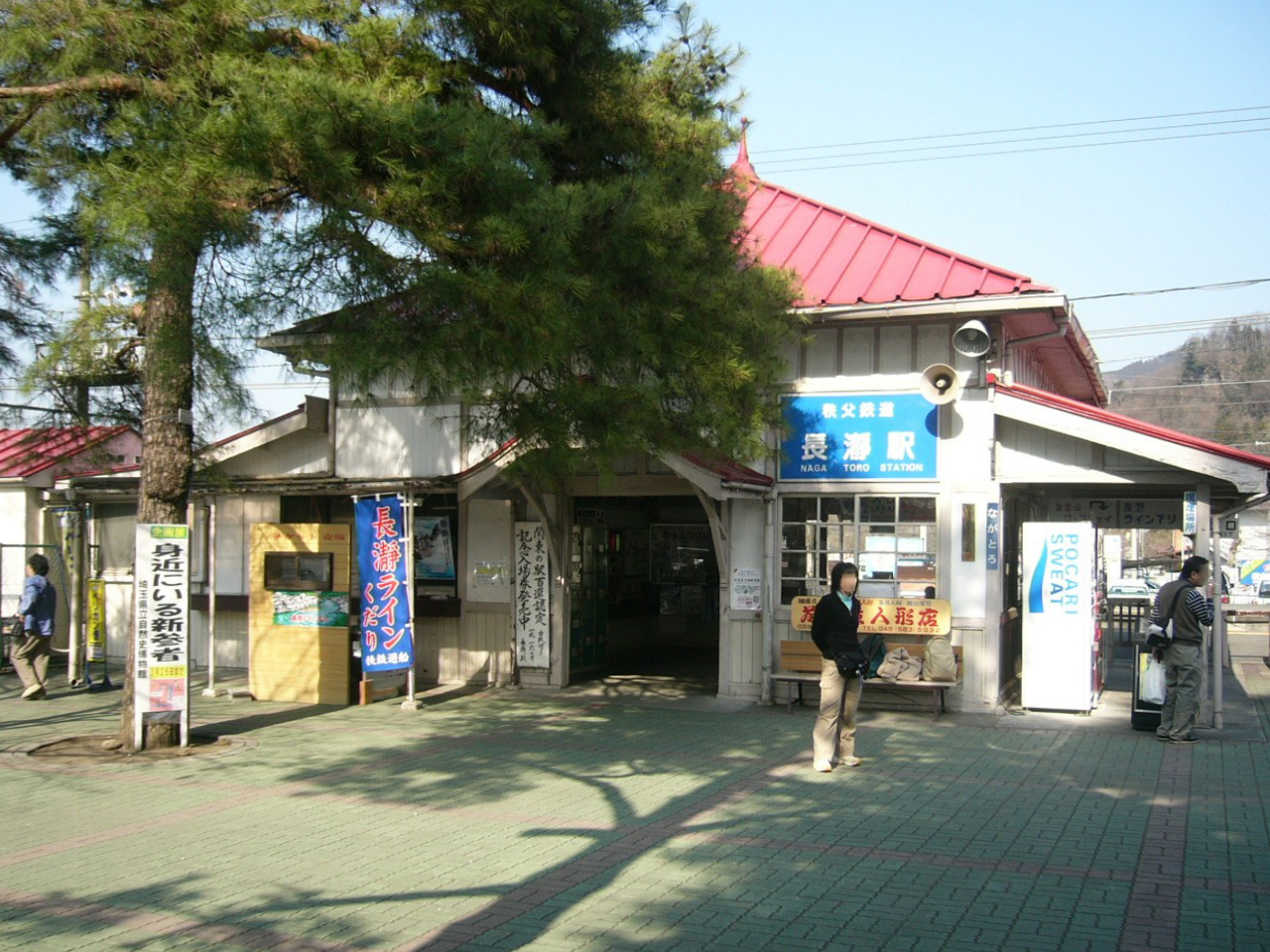
外装修理前の駅舎　2006年5月撮影

長瀞駅（ながとろえき）は、埼玉県秩父郡長瀞町大字長瀞にある秩父鉄道秩父本線の駅である。駅番号はCR24。
関東の駅百選の第1回選定駅。駅前に観光案内所「長瀞町観光情報館」があり、長瀞観光の拠点となっている。宝登山・宝登山神社方面に駅前通りが続いている。また、秩父線を挟んで駅改札口の反対側は、長瀞渓谷（岩畳）へ商店街が続いている。なお、長瀞町はかつて野上町を名乗っており、町役場などは隣の野上駅が最寄りである。

## 歴史
- 1911年（明治44年）9月14日：宝登山駅として開業。
- 1923年（大正12年）7月7日：駅名を長瀞駅に改称。
- 1997年（平成9年）：「関東の駅百選」に選定される。選定理由は「開業当時のままで残され、歴史を物語る木造建築の駅」。
- 2022年（令和4年）3月12日：ICカード「PASMO」の利用が可能となる[1]。

1911年の開業当時は、当駅より金崎駅（皆野町大字金崎 : 現在の親鼻駅の対岸付近）までが営業路線として運営されていたが、後に長瀞駅 - 金崎駅間は廃止となっている。

## 駅構造
単式ホーム+島式ホーム2面3線を有する地上駅。木造駅舎を有する。直営駅である。簡易PASMO改札機設置駅。
外国人観光客の利用増加に対応して、多言語対応の自動券売機と通訳用タブレット端末が導入されている。
西武鉄道（池袋線・西武秩父線）からの直通列車は御花畑駅から当駅まで乗り入れている。1989年の直通開始時は配線等の都合により隣の野上駅まで運転していた（この当時は観光客への分かりやすさを考慮し行き先表示等では「長瀞・野上」行として案内）が、その後寄居駅まで延長、2007年3月6日から当駅止まりとなった。
| 番線 | 路線    | 方向 | 行先                         | 備考            |
| ---- | ------- | ---- | ---------------------------- | --------------- |
| 1    | ■秩父線 | 上り | 寄居・熊谷・行田市・羽生方面 | 一部列車は3番線 |
| 2    | ■秩父線 | 下り | 秩父・三峰口方面             |                 |
| 3    | ■秩父線 | 上下 | SLパレオエクスプレスのりば   |                 |

- SLパレオエクスプレスは両方向とも当駅で後続の各駅停車を先行させるため、3番線に発着する。また、3番線は急行「秩父路」を待避する各駅停車も使用する。
- トイレは改札外にあり、水洗式。
- 2023年3月改正時点で、日中時間帯を中心に当駅発着列車が設定されている。

## 利用状況
- 2019年度の1日平均乗車人員は663人である。

| 年度               | 乗車人員 （1日平均） |
| ------------------ | -------------------- |
| 2009年（平成21年） | 615                  |
| 2010年（平成22年） | 545                  |
| 2011年（平成23年） | 549                  |
| 2012年（平成24年） | 508                  |
| 2013年（平成25年） | 536                  |
| 2014年（平成26年） | 627                  |
| 2015年（平成27年） | 688                  |
| 2016年（平成28年） | 640                  |
| 2017年（平成29年） | 708                  |
| 2018年（平成30年） | 694                  |
| 2019年（令和元年） | 663                  |

## 駅周辺
- 長瀞町観光情報館（観光案内所）
- 国道140号
- 荒川 - 長瀞渓谷
- 宝登山
- 寳登山神社 - 秩父三社
- 宝登山ロープウェイ（無料送迎バス発着）
- 長瀞トリックアート有隣倶楽部
- 月の石もみじ公園
- 長瀞駅前郵便局

## ギャラリー

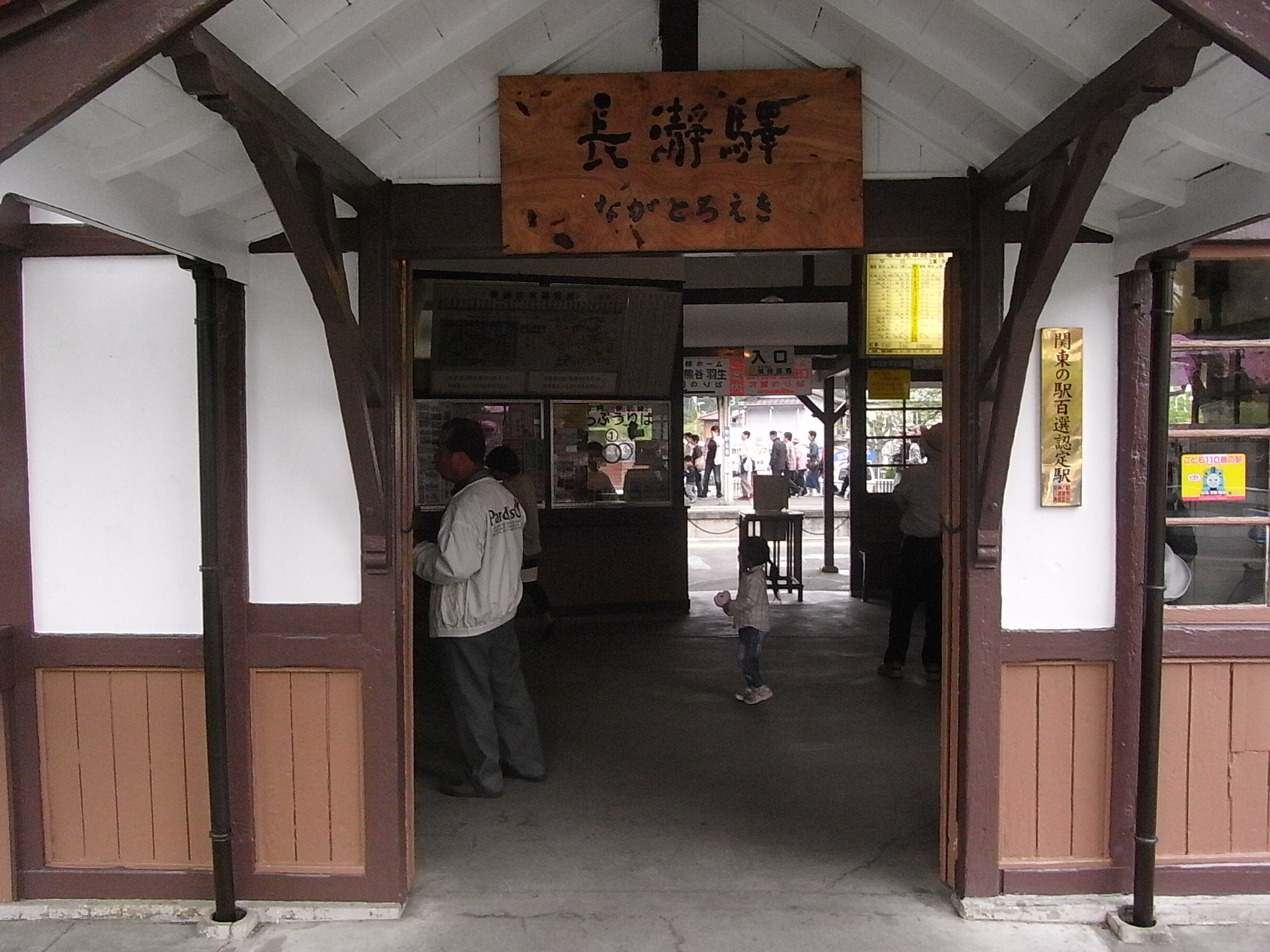
駅入り口（2009年4月24日撮影）
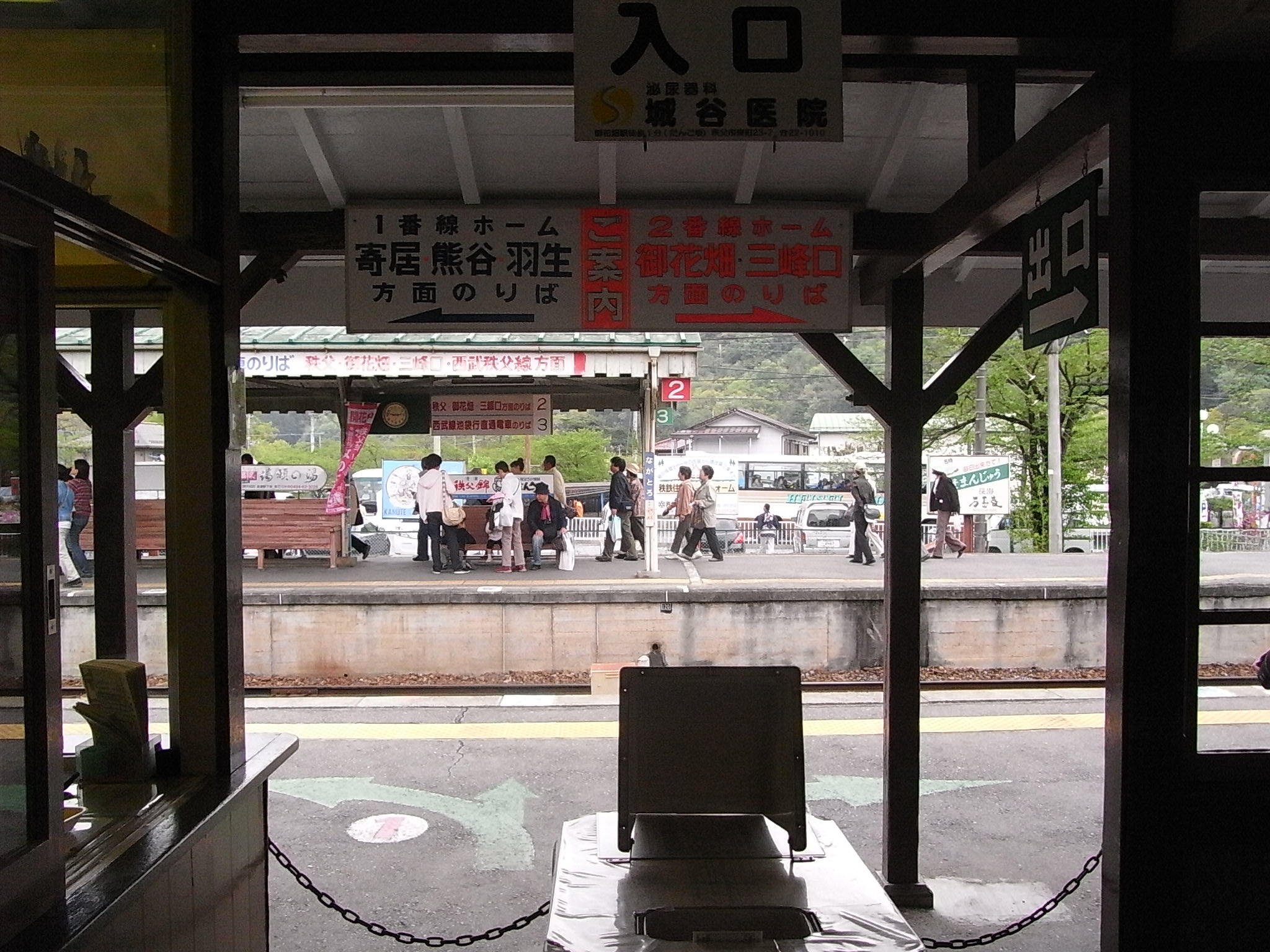
駅改札口（2009年4月24日撮影）
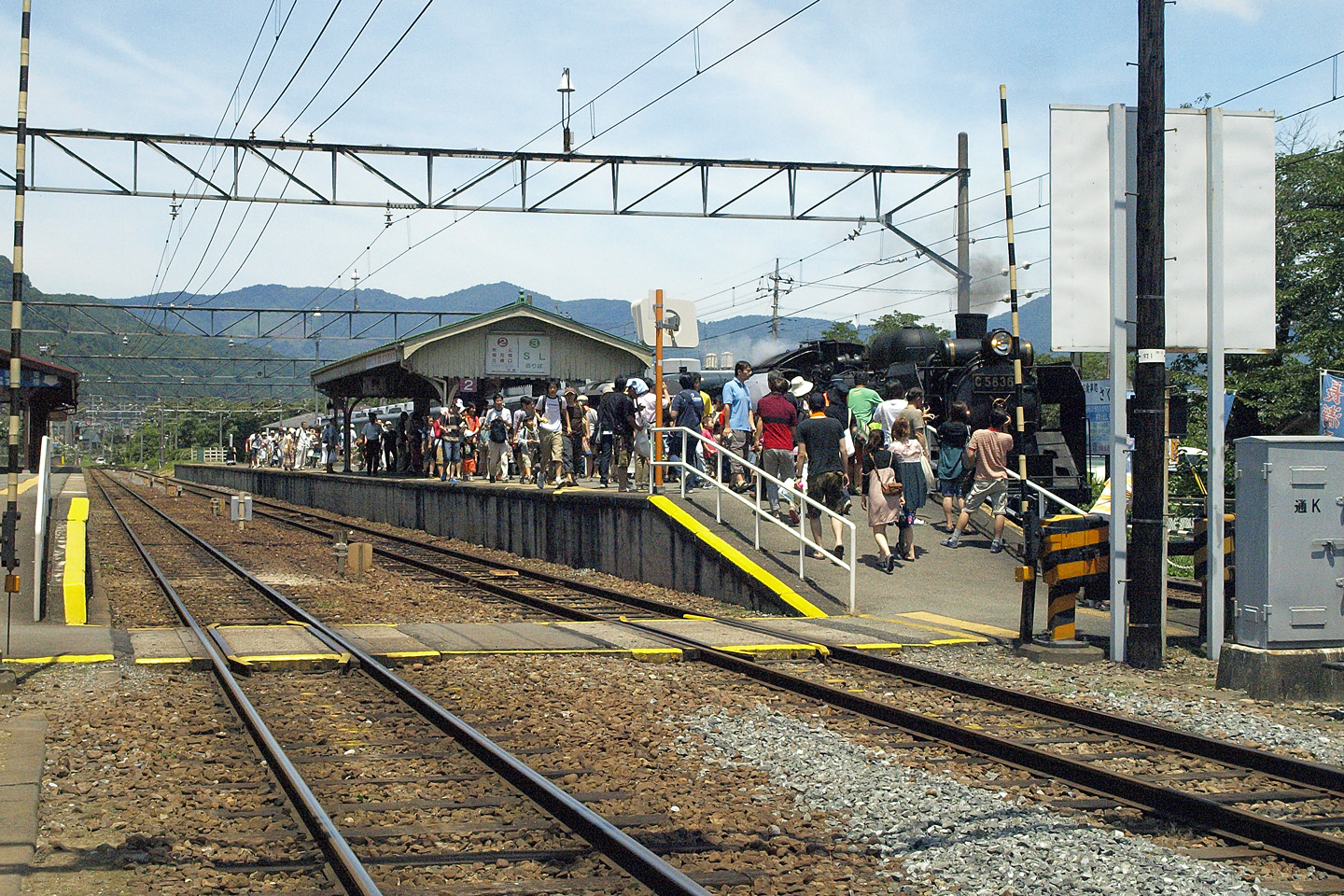
観光客で賑わう休日の長瀞駅　2010年7月撮影
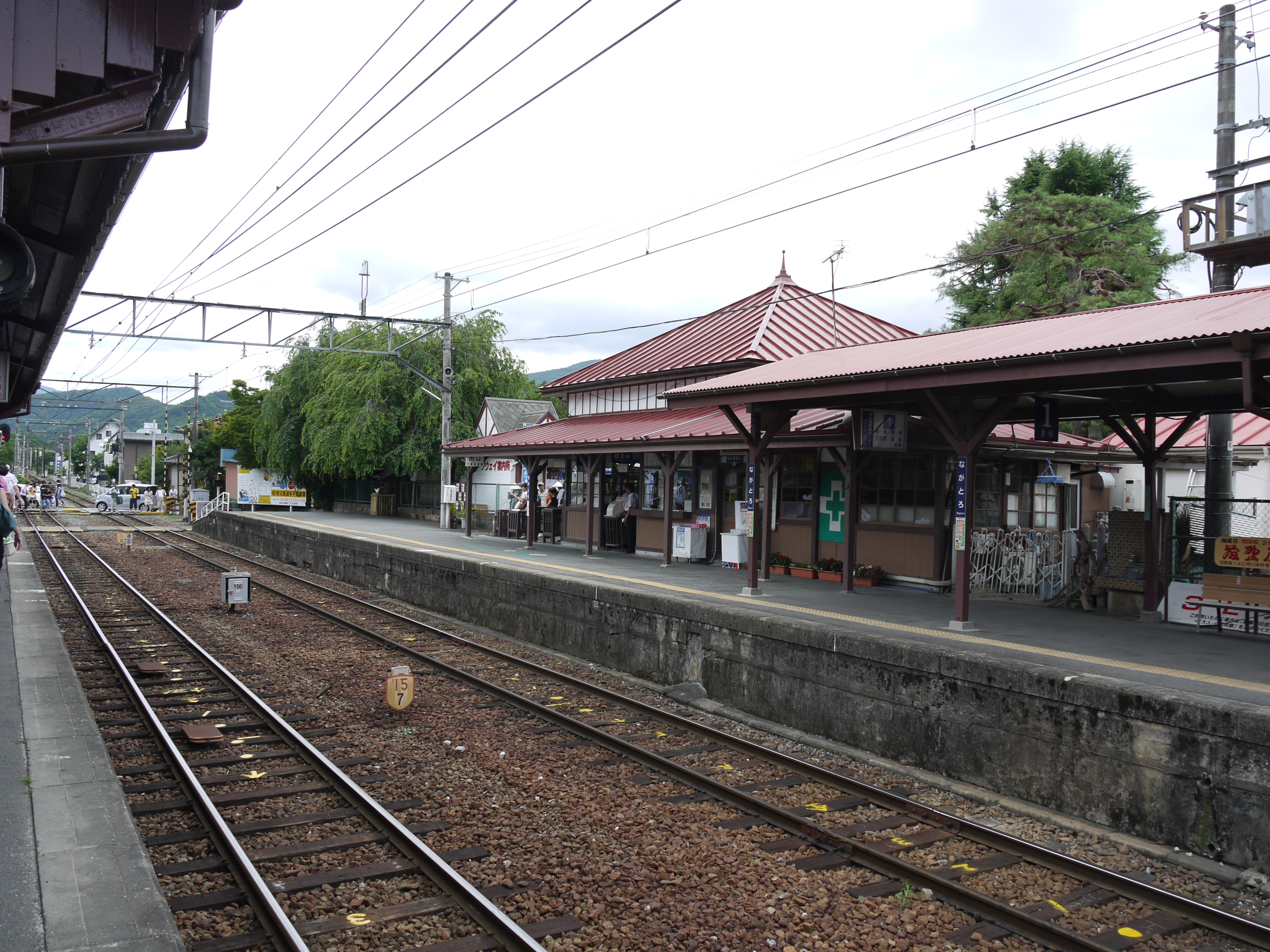
駅構内の様子　2011年7月撮影
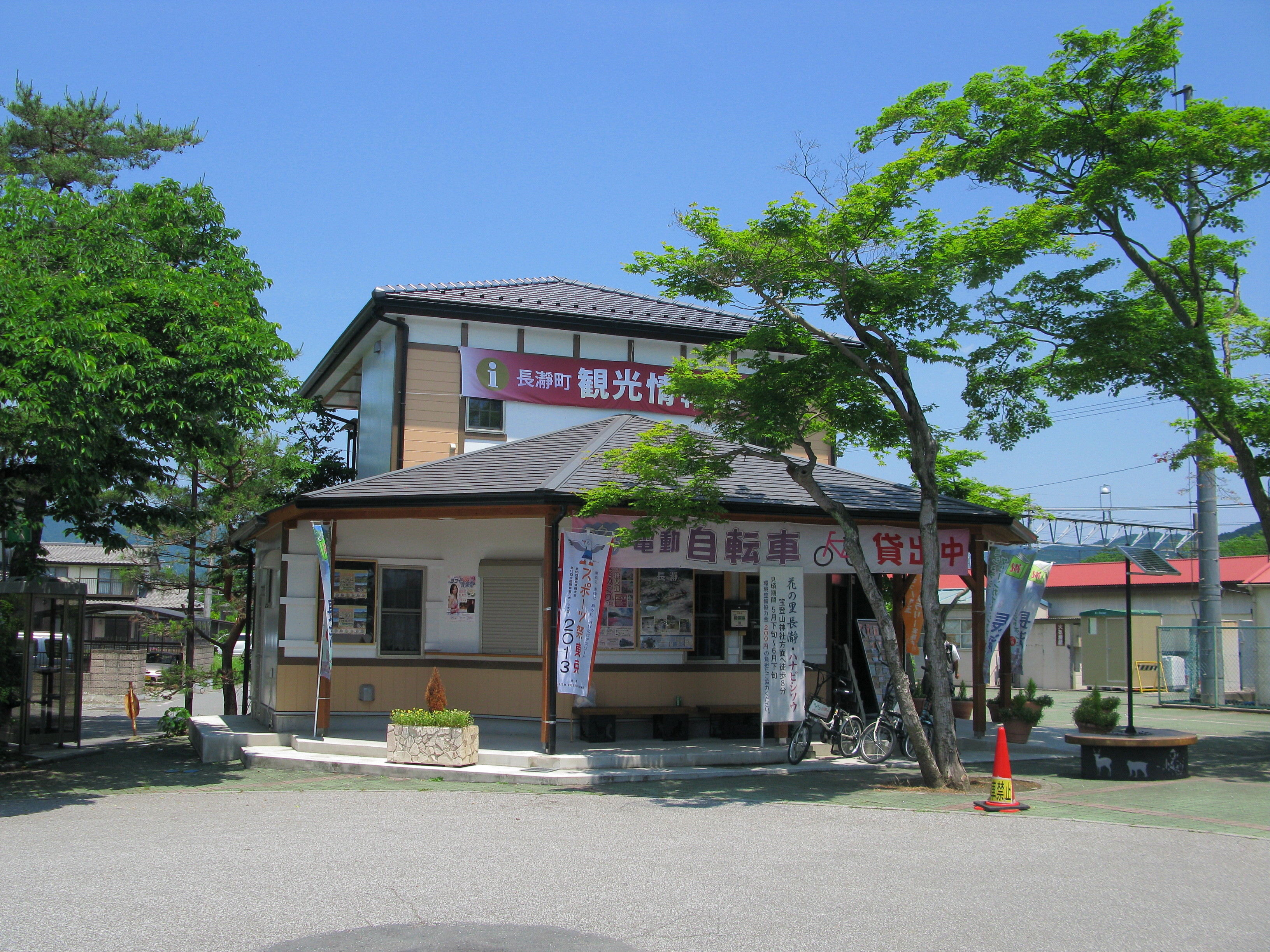
長瀞町観光情報館

## 隣の駅
秩父鉄道
■秩父本線
□SLパレオエクスプレス
寄居駅 (CR20) - 長瀞駅 (CR24) - 皆野駅 (CR27)
■急行「秩父路」
野上駅 (CR23) - 長瀞駅 (CR24) - 皆野駅 (CR27)
□各駅停車（西武線からの直通は当駅止まり）
野上駅 (CR23) - 長瀞駅 (CR24) - 上長瀞駅 (CR25)
- 当駅から野上駅までは、乗車券のみで急行「秩父路」の利用が可能。